# Dans Ločmelis
Dans Ločmelis, född 21 januari 2004 i Jelgava, Lettland, är en lettisk professionell ishockeyspelare (center).
Ločmelis har spelat 2 SHL-matcher för Luleå HF. Han vann även VM-brons med Lettlands landslag 2023.